# La Sexorcisto: Devil Music, Vol. 1
A "La Sexorcisto: Devil Music, Vol. 1" az amerikai White Zombie 1992-es albuma. Az albumon található a White Zomibe pályafutásának legismertebb dala, a "Thunder Kiss '65". Ismertebb dalnak számít még a "Black Sunshine" és a "Welcome To Planet Motherfucker". A lemez a #2. helyezést érte el a Billboard 200-as listáján.
A lemezt 2017-ben a Rolling Stone magazin a Minden idők 100 legjobb metalalbuma listáján a 93. helyre rangsorolta.

## Az album dalai
1. "Welcome to Planet Motherfucker/Psychoholic Slag"  	6:21
2. "Knuckle Duster (Radio 1-A)"  	0:21
3. "Thunder Kiss '65"  	3:53
4. "Black Sunshine"  	4:49
5. "Soul-Crusher"  	5:07
6. "Cosmic Monsters Inc."  	5:13
7. "Spiderbaby (Yeah-Yeah-Yeah)"  	5:01
8. "I Am Legend"  	5:08
9. "Knuckle Duster (Radio 2-B)"  	0:25
10. "Thrust!"  	5:04
11. "One Big Crunch"  	0:21
12. "Grindhouse (A Go-Go)"  	4:05
13. "Starface"  	5:02
14. "Warp Asylum"  	6:44

## Közreműködők
- Ivan de Prume – dobok
- Sean Yseult – basszusgitár
- J. – gitár
- Rob Zombie – ének, dalszövegek, illusztráció

## Fordítás
Ez a szócikk részben vagy egészben  a   La_Sexorcisto:_Devil_Music,_Vol._1 című angol Wikipédia-szócikk fordításán alapul.  Az eredeti cikk szerkesztőit annak laptörténete sorolja fel. Ez a jelzés csupán a megfogalmazás eredetét és a szerzői jogokat jelzi, nem szolgál a cikkben szereplő információk forrásmegjelöléseként.